# 陳潭秋
陳 潭秋（ちん たんしゅう、Chen Tanqiu、1896年1月4日 - 1943年9月27日）は中国共産党設立者の一人で、初期の指導者。名は澄、字は雲先。湖北省黄岡出身。
1919年、武昌にて五四運動に参加。1921年、上海で開催された中国共産党第一次全国代表大会に董必武とともに武漢代表として出席。1923年2月7日に武漢で起きた二七ストにも指導者の一人として関わった。駐コミンテルン中国共産党代表を務めた後、1937年に帰国。1939年には駐新疆中国共産党代表と八路軍新疆駐在事務所代表に任じられ、徐傑の変名を用いている。1942年に捕われ、翌年迪化（現在のウルムチ）において新疆軍閥の盛世才によって毛沢民・林基路らとともに暗殺された。
1945年6月、中国共産党第七次全国代表大会（zh:中國共產黨第七次全國代表大會）において中央委員に選ばれる。この大会で投票を行った参加者たちは、それに先立つこと1年9ヵ月前にすでに陳潭秋が殺害されていたことをまだ知らなかった。